# Réserve Naturelle du Grand Matoury
Réserve Naturelle du Grand Matoury är ett naturreservat i Franska Guyana (Frankrike). Det ligger i den nordöstra delen av landet, 7 km söder om huvudstaden Cayenne.